# Camaridium pulchrum
Camaridium pulchrum är en orkidéart som beskrevs av Rudolf Schlechter. Camaridium pulchrum ingår i släktet Camaridium och familjen orkidéer. Inga underarter finns listade i Catalogue of Life.

## Bildgalleri

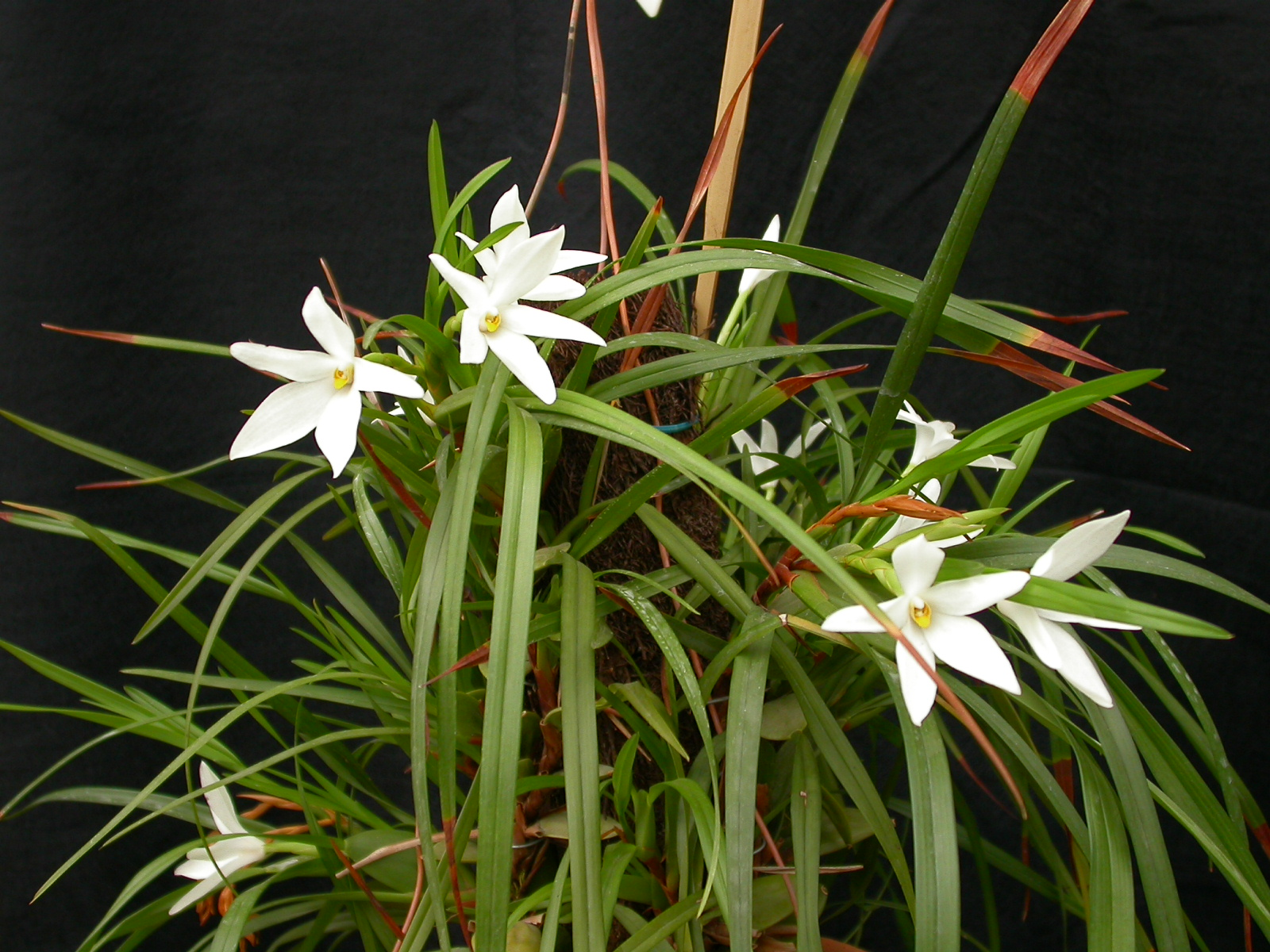
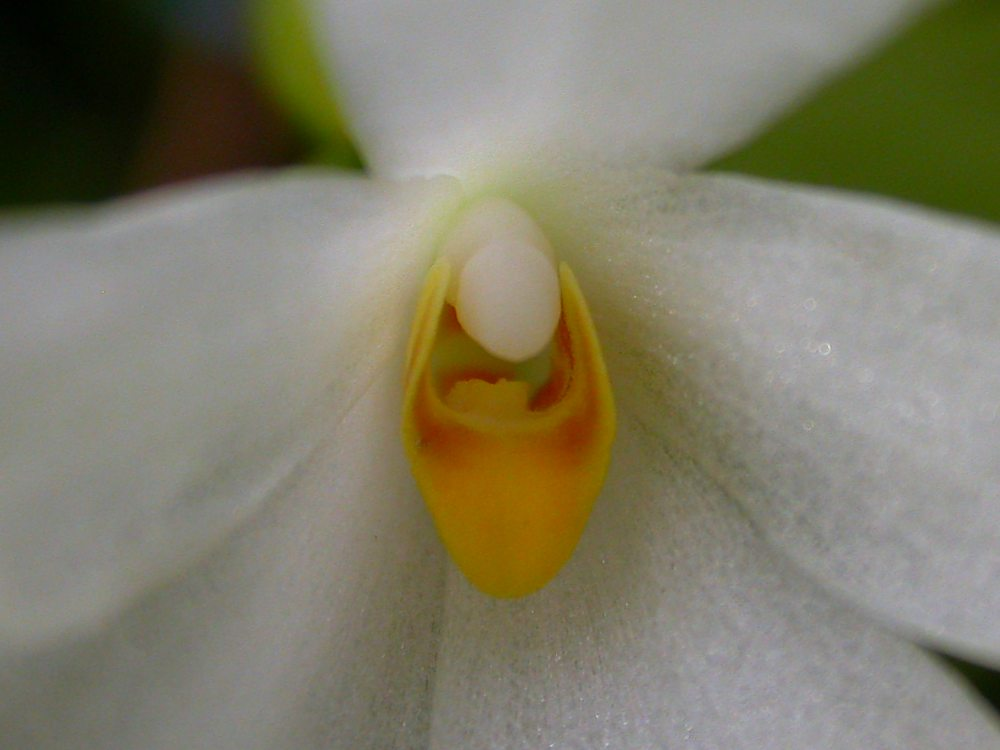